# Diferențial

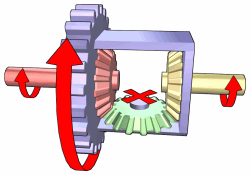
Diferențial simplu

Diferențialul este mecanismul ce permite rotirea independentă una față de alta a roților motoare ale aceleiași punți. Acest lucru duce la posibilitatea ca cele două roți să parcurgă lungimi diferite atunci când automobilul se deplasează pe drumuri cu neregularități sau la viraje.
În transmisia automobilelor, diferențialul poate fi așezat între roțile punții motoare, dar și între punți la automobilele cu mai multe punți motoare. 
De obicei, diferențialul este format dintr-o casetă în care se află sateliți montați pe axul lor și care se află în angrenare cu pinioanele planetare. Mișcarea de rotație este transmisă casetei diferențialului prin intermediul unei coroane fixate pe acesta. Pinioanele planetare (două la număr) sunt montate pe extremitățile interioare ale celor doi arbori planetari.

## Clasificare
Clasificarea diferențialelor se face după tipul angrenajelor, după principiul de funcționare, după locul de dispunere a diferențialului sau după valoarea momentului transmis.  
După tipul angrenajelor, diferențialele sunt de mai multe feluri:
- cu roți dințate cilindrice
- cu roți dințate conice

După principiul de funcționare, diferențialele sunt de mai multe feluri:
- simple(deschise)
- blocabile
- autoblocabile(LSD și complete)
- vectoriale(zf;audi sport)
- sincronizate variabile

După locul de dispunere a diferențialului, diferențialele sunt de mai multe feluri:
- aflate între roțile motoare ale aceleiași punți
- aflate între punțile motoare ale automobilului

După valoarea momentului transmis, diferențialele sunt de mai multe feluri:
- simetrice
- asimetrice
- variabile progresiv_patent